# Robin Tran
Robin Tran, née en 1985 ou 1986, est une humoriste américaine.

## Biographie

### Enfance et études
Originaire de Garden Grove, dans le comté d'Orange, en Californie, Robin Tran nait en 1985 ou 1986 d'un couple de Vietnamiens récemment arrivés aux États-Unis. Durant son enfance, son père anime régulièrement une émission sur une radio de Little Saigon.
C'est en 2004 que Robin Tran monte sur scène pour la première fois, à l'occasion d'un concours organisé par son lycée. Bien que son audition se soit mal passée, elle finit néanmoins par remporter le concours.
Le lycée terminé, Robin Tran part étudier la langue anglaise à l'Université de Californie à Irvine, où elle obtient un Bachelor of Arts.

### Carrière humoristique
Robin Tran participe à sa première scène ouverte en 2012.
Après trois ans à se produire sous un nom masculin, Robin Tran fait son coming-out transgenre en 2015. Dès le mois d'octobre de la même année, elle et sa compagne Cate Gary, également humoriste, jouent ensemble le spectacle Unconventional Lesbians (Lesbiennes non conventionnelles).
En 2018, elle apparait pour la première fois à la télévision dans l'émission Roast Battle, sur Comedy Central. Peu de temps après, son seule-en-scène Don't Look at Me, qu'elle avait joué l'année précédente dans le cadre du Comedy InvAsian, est diffusé sur Hulu.
En 2019, Robin Tran participe à la troisième édition du Clusterfest, un festival d'humour à San Francisco, organisé par Comedy Central et Superfly.
En janvier 2020, Robin Tran assure la première partie de plusieurs spectacles de Margaret Cho, après avoir participé, en août 2019, au podcast de cette dernière, The Margaret Cho. Dans l'incapacité de se produire, en raison des mesures de restriction prises afin de ralentir la pandémie de Covid-19, à partir du mois de mars, elle se rabat sur ses réseaux sociaux, en particulier TikTok. Là, la séquence de son spectacle dans laquelle elle raconte son coming-out à sa mère devient virale, atteignant rapidement les 100 000 vues.
Scénariste pour la série comique Historical Roasts (en), sur Netflix, elle participe en 2022 au festival Netflix Is A Joke. À cette occasion, Robin Tran est invitée par David Letterman pour ce qui est par la suite devenu la cinquième séquence de l'émission C'est tout pour moi ! avec David Letterman.
En 2023, elle participe pour la première fois au Edinburgh Festival Fringe avec une nouvelle version de son spectacle Don't Look at Me. Dans celle-ci, elle évoque non seulement les multiples discriminations auxquelles elle fait face au quotidien, mais aussi sa dépression.

## Spectacle
- Don't Look at Me (2018)